# Stephen Schnetzer
Stephen Paul Schnetzer (* 11. Juni 1948 in Canton, Massachusetts) ist ein US-amerikanischer Schauspieler.

## Leben und Karriere
Stephen Schnetzer stammt aus dem US-Bundesstaat Massachusetts und besuchte die Catholic Memorial School in West Roxbury. Seine erste Schauspielrolle übernahm er bereits 1952 im Alter von vier Jahren in einer Folge von Springfield Story. 1978 wirkte er in der Seifenoper Zeit der Sehnsucht mit.
Von 1982 bis 1999 spielte er die Rolle des Cass Winthrop in Another World. Unter dem Rollennamen Cass Winthrop trat er auch in Jung und Leidenschaftlich – Wie das Leben so spielt und Homeland auf. In der jüngeren Vergangenheit tritt Schnetzer vermehrt in Gastrollen, wie etwa in Fringe – Grenzfälle des FBI, Person of Interest, Forever, The Blacklist, The Following, The Path, oder Billions auf.
Am Broadway trat er unter anderem in The Goat, or Who Is Sylvia? und Filumena Marturano.
Schnetzer ist seit 1982 mit der ehemaligen Schauspielerin Nancy Snyder verheiratet. Sie haben zwei Söhne, Max und Ben. Letzterer ist ebenfalls als Schauspieler aktiv.

## Filmografie (Auswahl)
- 1952: Springfield Story (Fernsehserie, 1 Episode)
- 1976: Hawaii Fünf-Null (Hawaii Five-O, Fernsehserie, Episode 9x11)
- 1978: Zeit der Sehnsucht (The Young and the Restless, Fernsehserie, 3 Episoden)
- 1979: Love Boat (Fernsehserie, Episode 2x26)
- 1980–1982: Liebe, Lüge, Leidenschaft (One Life to Live, Fernsehserie, 2 Episoden)
- 1982–1999: Another World (Fernsehserie)
- 1999–2006: Jung und Leidenschaftlich – Wie das Leben so spielt (As the World Turns, Fernsehserie, 26 Episoden)
- 2005: Brooklyn Lobster
- 2007: Ben’s Plan
- 2008: The Wire (Fernsehserie, 2 Episoden)
- 2008: Criminal Intent – Verbrechen im Visier (Criminal Intent, Fernsehserie, Episode 7x14)
- 2009: Fringe – Grenzfälle des FBI (Fringe, Fernsehserie, Episode 1x11)
- 2013: Person of Interest (Fernsehserie, Episode 2x15)
- 2013: Homeland (Fernsehserie, 2 Episoden)
- 2014: Forever (Fernsehserie, Episode 1x07)
- 2015: The Blacklist (Fernsehserie, Episode 2x18)
- 2015: The Following (Fernsehserie, Episode 3x08)
- 2016: The Path (Fernsehserie, Episode 1x06)
- 2017: Blue Bloods – Crime Scene New York (Blue Bloods, Fernsehserie, Episode 7x13)
- 2017: Aardvark
- 2017: Billions (Fernsehserie, Episode 2x10)
- 2018: Elementary (Fernsehserie, Episode 6x19)
- 2020: The Show Must Go Online (Fernsehserie, 2 Episoden)
- 2020: A Case of Blue
- 2022: The Endgame (Fernsehserie, Episode 1x04)